# توماس پرکینز
توماس پرکینز (انگلیسی: Thomas Perkins) کارآفرین و بازرگان اهل ایالات متحده آمریکا بود.